# Réserve indienne de Siletz
La réserve indienne de Siletz est une réserve amérindienne située sur plusieurs parcelles non contiguës du comté de Lincoln, en Oregon, aux États-Unis. Elle s'étend sur 15,2 km2, principalement à l'est de Siletz. Elle est fondée en novembre 1855 par ordre exécutif du président Franklin Pierce afin d'y déporter différentes tribus côtières de l'Oregon. Initialement longue de près de 200 kilomètres et nommée Coast Reservation, elle est progressivement réduite sous la pression des colons occidentaux et les Amérindiens sont dispersés, certains parvenant à regagner leurs terres d'origine mais se retrouvant isolés. La réserve est gérée par la confédération des tribus de Siletz. Sa population s'élève à 530 habitants selon l'American Community Survey.